# USS Philadelphia (C-4)
Бронепалубный крейсер «Филадельфия» (англ. Philadelphia) — крейсер американского флота.

## Проектирование
Конструкция крейсера основывалась на проекте британской фирмы «Армстронг», созданного ею для участия в конкурсе на постройку бронепалубного крейсера для испанского флота. Проиграв конкурс, сэр Генри Армстронг продал чертежи американскому флоту. По основным признаком проект являлся типичным «элсвикским крейсером», которые в заметных количествах «Армстронг» строила на экспорт. Оригинальный британский проект был воплощён в крейсере «Балтимор» (англ. Baltimore), а «Филадельфия» стала продуктом творческой, но не вполне удачной переработки проекта американскими конструкторами.

## Конструкция

### Вооружение
Главный калибр был представлен 152-мм орудиями Mark I также разработанными в 1883 году и имевшими ствол длиной в 30 калибров. Масса орудия составляла 4994 кг, оно стреляло бронебойными снарядами весом 47,7 кг с начальной скоростью 594 м/с. Дальность стрельбы при угле возвышения 15,3° достигала 8230 м. Скорострельность составляла 1,5 выстрела в минуту. Все эти орудия размещались на верхней палубе, в том числе, в бортовых спонсонах.
Прочая артиллерия была представлена маломощными орудиями калибров 57-мм, 47-мм и 37-мм. Последние могли выпускать до 25 снарядов в минуту.